# Flughunde
Die Flughunde (Pteropodidae) sind eine Säugetierfamilie aus der Ordnung der Fledertiere (Chiroptera). Sie sind die einzige Familie der Überfamilie Pteropodoidea und bilden zusammen mit den Hufeisennasenartigen (Rhinolophoidea) die Unterordnung Yinpterochiroptera. Die Familie umfasst rund 40 Gattungen mit knapp 200 Arten.

## Verbreitung

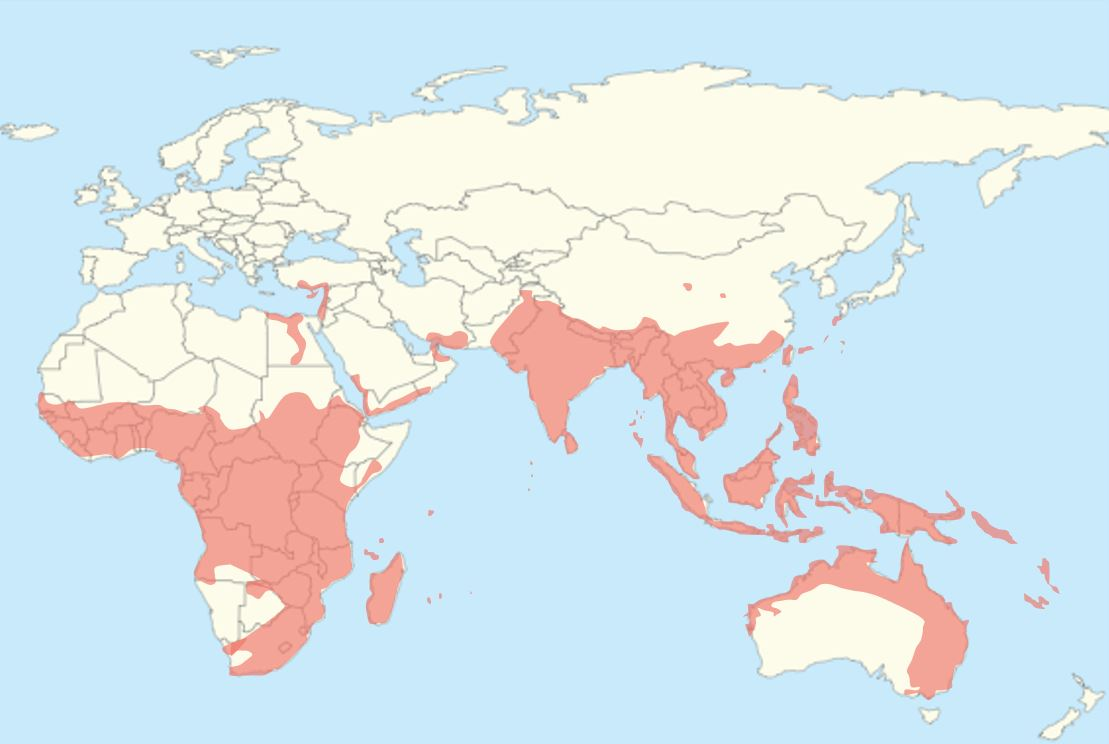
Verbreitungsgebiet

Flughunde sind in tropischen und subtropischen Regionen in Afrika (einschließlich Madagaskar und den Seychellen), im Indischen Ozean (Malediven), dem südlichen Asien, Australien und dem westlichen Ozeanien verbreitet. Am Rande der europäischen Fauna ist lediglich der Nilflughund in der Südtürkei sowie auf der Insel Zypern anzutreffen. Sie gehören geographisch zu Asien.

## Beschreibung
Flughunde stellen die größten Fledertierarten dar. Der Kalong erreicht eine Flügelspannweite von bis zu 170 Zentimetern und manche Arten haben eine Kopfrumpflänge von bis zu 40 Zentimetern. Allerdings sind viele Arten kleiner und die größten Fledermaus-Arten sind deutlich größer als die kleinsten Flughund-Arten.
Im Körperbau entsprechen die Flughunde den übrigen Fledertieren, die Flugmembran wird von den verlängerten zweiten bis fünften Fingern gespannt und reicht bis zu den Fußgelenken. Allerdings haben die meisten Flughunde – mit Ausnahme des Langschwanzflughundes (Notopteris) – keinen oder nur einen sehr kurzen Schwanz. Auch das Uropatagium (die Schwanzflughaut) ist nur ein schmaler Streifen entlang der Hinterbeine. Ein weiteres Unterscheidungsmerkmal zu den Fledermäusen ist eine Kralle am zweiten Finger, die bei den meisten Flughundarten vorhanden ist, bei den Fledermäusen jedoch fehlt.
Die Gesichter der Flughunde sind einfach gebaut. Die Nasen besitzen keine Nasenblätter und ihre kleinen, ovalen Ohren keinen Tragus. Die Schnauzen sind oft verlängert, was zu dem hundeartigen Aussehen und ihrem deutschen Namen geführt hat.

## Lebensweise

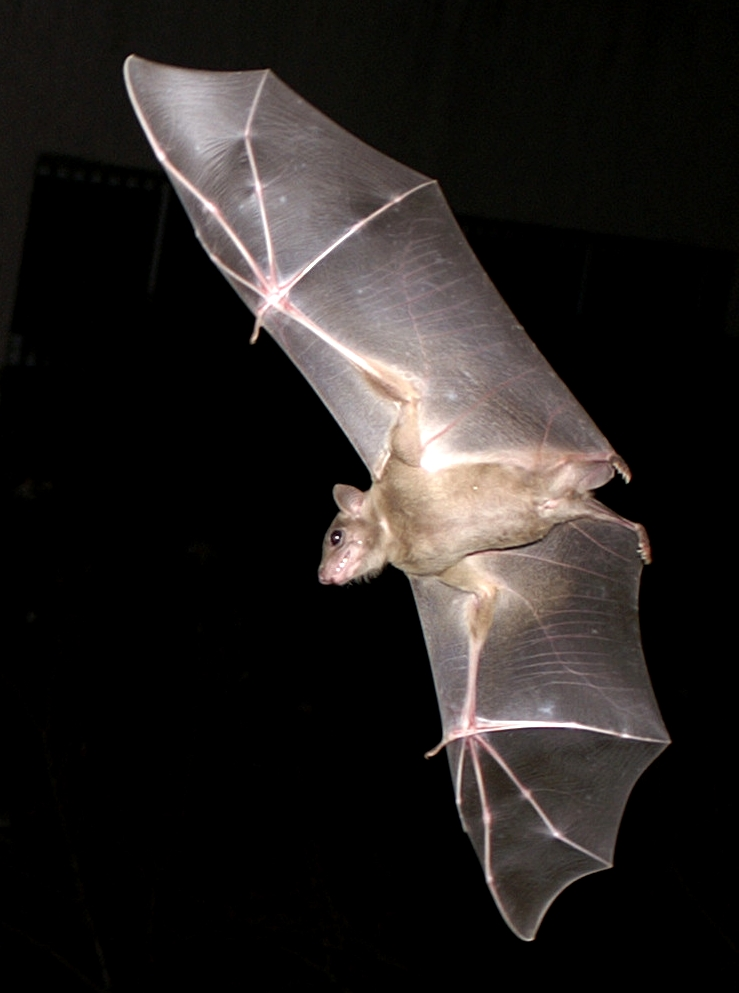
Nilflughund (Rousettus aegyptiacus)

Flughunde sind in erster Linie dämmerungs- oder nachtaktiv. Sie legen bei der Nahrungssuche oft weite Strecken zurück, tagsüber schlafen sie kopfüber hängend. Im Gegensatz zu Fledermäusen findet man Flughunde oft auf Bäumen an exponierten Stellen hängend – in tropischen Regenwäldern bevorzugt auf den über das Kronendach ragenden „Urwaldriesen“.
Ein weiterer Unterschied zu den Fledermäusen ist das Fehlen der Echoortung – außer bei den Rosettenflughunden. Flughunde haben gut entwickelte Augen und einen ausgezeichneten Geruchssinn. Aufgrund des warmen Klimas in ihrem Verbreitungsgebiet halten sie keinen Winterschlaf. Während die größeren Arten oft in großen Gruppen zusammenleben, wobei sie große Kolonien mit bis zu 500.000 Tieren bilden können und ein komplexes soziales Verhalten entwickeln, sind die kleineren Arten eher Einzelgänger.

## Nahrung
Flughunde ernähren sich pflanzlich, von Nektar, Pollen, Früchten und Blüten.
Eine Reihe von Arten ist dadurch für die Vegetation wichtig, da sie beim Verzehr von Früchten Samen transportieren oder auch Blüten bestäuben (Chiropterophilie). Größere Kolonien vermögen so in einer Nacht mehrere hunderttausend Samen zu verbreiten, wie dies etwa bei den afrikanischen Palmenflughunden nachgewiesen wurde, wodurch Pflanzen wieder in bereits entwaldete Regionen gelangen können.

## Fortpflanzung
Selbst der Geschlechtsakt wird kopfüber durchgeführt. Meistens bringen die Weibchen nur einmal im Jahr ein einzelnes Jungtier zur Welt. Trächtige Weibchen sondern sich oft von den Männchen ab und bilden Wochenstuben, in denen sie den Nachwuchs großziehen. Flughunde sind relativ langlebige Tiere, sie erreichen ein Alter von bis zu 30 Jahren.

## Systematik

### Externe Systematik
Ob die Fledertiere (Flughunde und Fledermäuse) monophyletisch sind, das heißt, sich aus einem gemeinsamen Vorfahren entwickelt haben, oder sich unabhängig voneinander entwickelten und nur ein Beispiel konvergenter Evolution darstellen, war längere Zeit umstritten. Heute geht man aber meist von der Monophylie der Fledertiere aus. Näheres siehe unter Systematik der Fledertiere.

### Interne Systematik

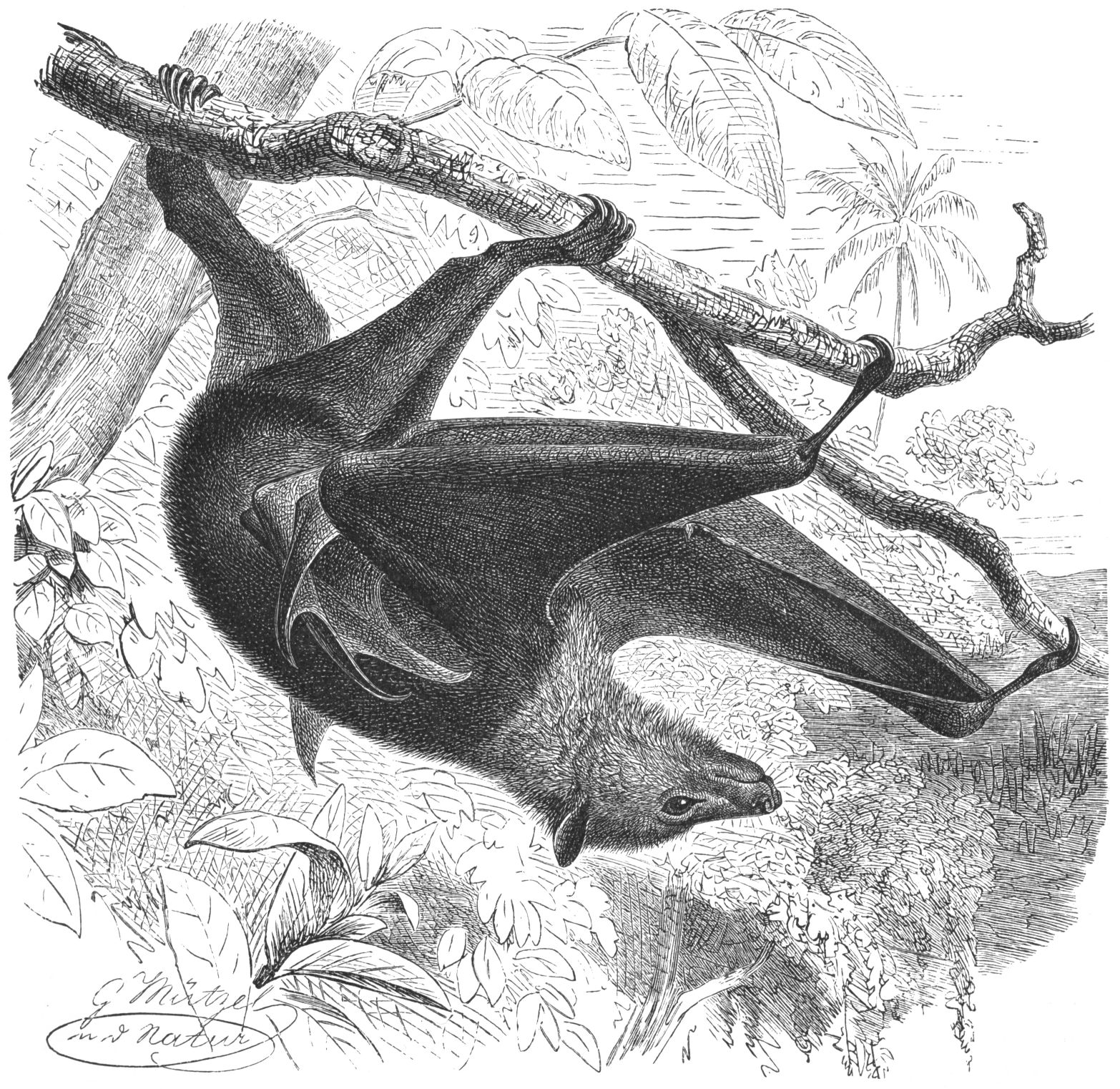
Kalong (Pteropus vampyrus)

Traditionell wurden die Flughunde in zwei Unterfamilien unterteilt: Den Eigentlichen Flughunden (Pteropodinae) stand eine Gruppe kleinerer Tiere gegenüber, die sich durch eine lange Zunge auszeichnen und sich vorwiegend von Nektar ernähren, diese wurden als Langzungenflughunde (Macroglossinae) bezeichnet. Jüngere Untersuchungen haben jedoch gezeigt, dass diese Einteilung nicht haltbar ist.
Die folgende Einteilung in Unterfamilien, Gattungsgruppen und Gattungen (Arten bei monotypischen Gattungen) basiert auf der phylogenetischen Untersuchung von Francisca Cunha Almeida u. a.:
- Unterfamilie Kurznasenflughunde (Cynopterinae)
  - Tribus Cynopterini
    - Cynopterus
    - Megaerops
    - Ptenochirus

  - Tribus Balionycterini
    - Aethalops
    - Mindanao-Kleinflughund (Alionycteris paucidentata)
    - Gefleckte Kurznasenflughund (Balionycteris maculata)
    - Sunda-Schwarzkappenflughund (Chironax melanocephalus)
    - Dayak-Flughunde (Dyacopterus)
    - Fischer-Kleinflughund (Haplonycteris fischeri)
    - Salim-Ali-Fruchtfledermaus (Latidens salimalii)
    - Luzon-Kleinflughund (Otopteropus cartilagonodus)
    - Lucas-Kurznasenflughund (Penthetor lucasi)
    - Blanford-Flughund (Sphaerias blanfordi)
    - Schwarzflügelflughund (Thoopterus nigrescens)
- Unterfamilie Macroglossusinae

- Macroglossus
- Syconycteris

- Unterfamilie Harpyionyterinae
  - Tribus Harpyionycterini
    - Manado-Flughund (Boneia bidens)
    - Spitzzahnflughunde (Harpyionycteris)

  - Tribus Nacktrückenflughunde (Dobsoniini)
    - Bulmer-Nacktrückenflughund (Aproteles bulmerae)
    - Dobsonia
- Unterfamilie Rousettinae
  - Tribus Rousettini
    - Höhlenflughunde (Rousettus)

  - Tribus Eonycterini
    - Höhlen-Langzungenflughunde (Eonycteris)

  - Tribus Epaulettenflughunde (Epomophorini)
    - Epomophorus
    - Hammerkopf (Hypsignathus monstrosus)
    - Epomops
    - Veldkamps Zwergflughund (Nanonycteris veldkampii)

  - Tribus Myonycterini
    - Woermanns Langzungen-Flughund (Megaloglossus woermanni)
    - Halskrausenflughunde (Myonycteris)

  - Tribus Stenonycterini
    - Langhaariger Flughund (Stenonycteris lanosus)

  - Tribus Scotonycterini
    - Kurzgaumen-Flughunde (Casinycteris)
    - Scotonycteris

  - Tribus Plerotini
    - Anchietas Breitgesicht-Flughund (Plerotes anchietae)
- Unterfamilie Eidolinae

- Palmenflughunde (Eidolon)

- Unterfamilie Notopterisinae

- Notopteris

- Unterfamilie Röhrennasenflughunde (Nyctimeninae)

- Nyctimene
- Paranyctimene

- Unterfamilie Pteropodinae
  - Tribus Pteropodini
    - Acerodon
    - Pteropus
    - Styloctenium
    - Kleinzähniger Flughund (Neopteryx frosti)

  - Tribus Melonycterini
    - Melonycteris
    - Nesonycteris

  - Tribus Pteralopini
    - Desmalopex
    - Fidschi-Flughund (Mirimiri acrodonta)
    - Affengesichtflughunde (Pteralopex)

## Gefährdung

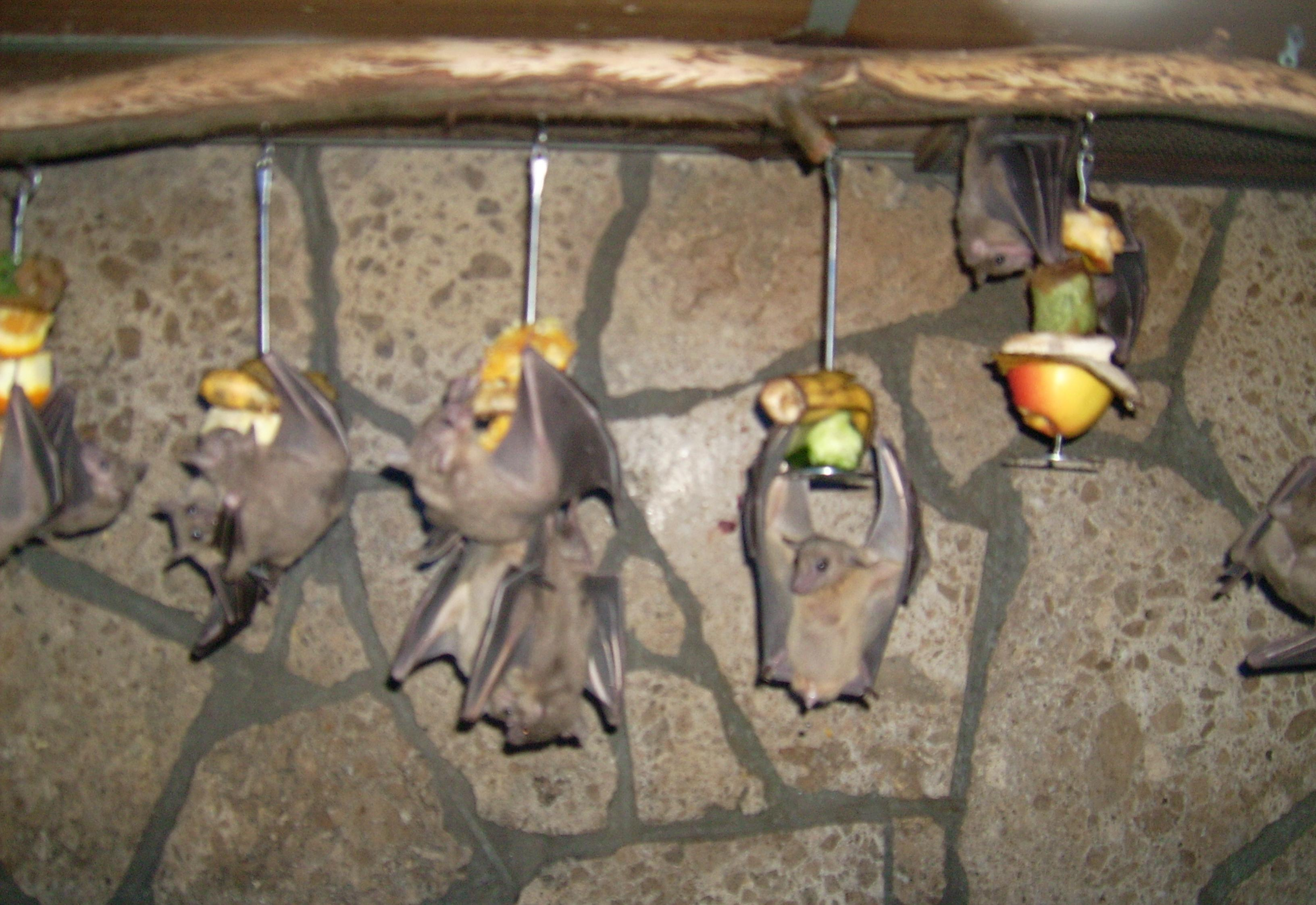
Flughunde lassen sich in zoologischen Gärten gut halten

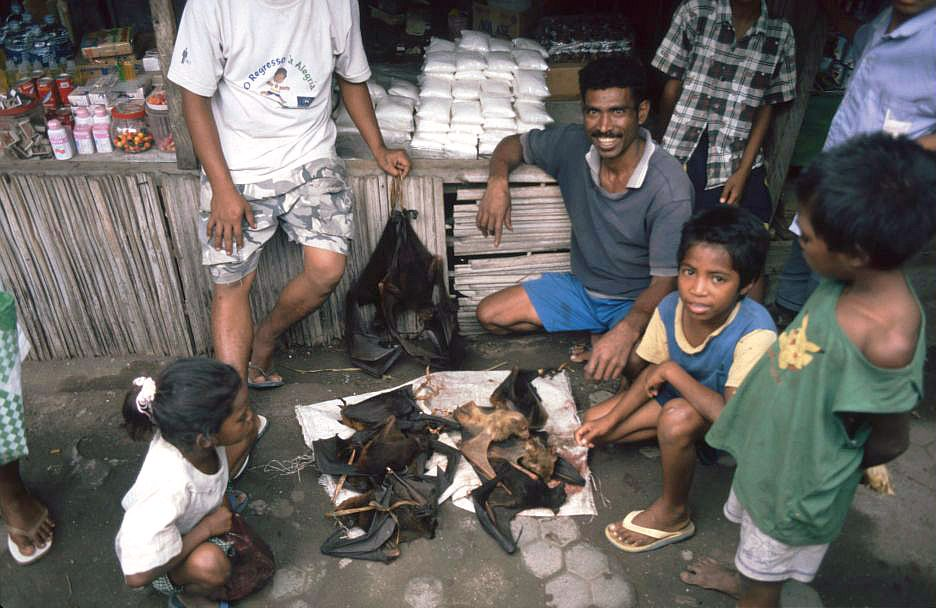
Flughunde auf dem Markt in Suai (Osttimor)

Acht Arten sind laut Weltnaturschutzunion IUCN ausgestorben, 22 weitere gelten als gefährdet oder stark gefährdet.
Der Hauptgrund für die Bedrohung der Arten ist die Zerstörung ihres Lebensraums durch Rodung der Wälder. Viele Arten sind darüber hinaus auf kleinen Inseln endemisch und daher besonders anfällig für Störungen des Ökosystems. Manche Arten werden vom Menschen als Schädlinge betrachtet, weil sie die Früchte in Obstplantagen fressen, oder sie werden ihres Fleisches wegen gejagt.
Die Regierung von Mauritius hat im Oktober 2015 beschlossen, 20 Prozent der Population von Pteropus niger zu töten, weil die Tiere angeblich die Ernte von Mangos und Litschis schädigen. Tierschützer und die IUCN warnten, das könne die Art an den Rand des Aussterbens bringen.